# Go (język programowania)

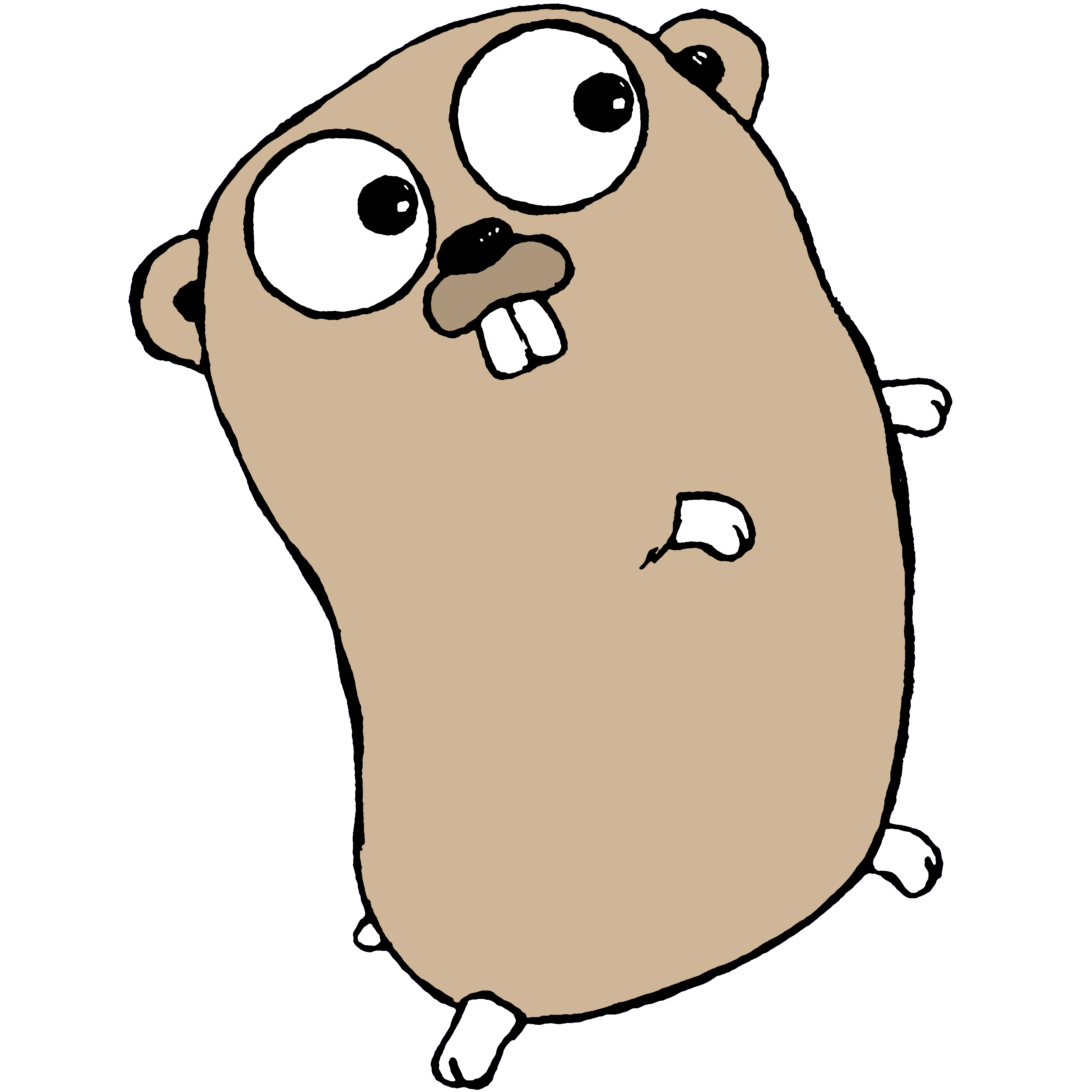
Gryzoń z rodziny gofferowatych jest oficjalną maskotką języka Go

Go (często nazywany także golang) – wieloparadygmatowy język programowania opracowany przez pracowników firmy Google: Roberta Griesemera, Roba Pike’a oraz Kena Thompsona. Łączy w sobie łatwość pisania aplikacji charakterystyczną dla języków dynamicznych (np. Python, Lisp), jak również wydajność języków kompilowanych (np. C, C++).
Dostępny jest kompilator na platformę x86, x64 i ARM o nazwie go. Został również stworzony kompilator na bazie GNU Compiler Collection – gccgo.

## Generyki
Brak wsparcia dla programowania generycznego we wczesnych wersjach Go spotkał się z dużą krytyką. Projektanci wyrazili otwartość na programowanie generyczne i zauważyli, że wbudowane funkcje w rzeczywistości są generyczne pod względem typów, ale traktowane jako przypadki specjalne. Rob Pike nazwał to słabością, która mogłaby zostać w przyszłości zmieniona.
W sierpniu 2018 roku główni współtwórcy Go opublikowali wstępne projekty dotyczące programowania generycznego i obsługi błędów, prosząc użytkowników o przesyłanie opinii. Jednak propozycja dotycząca obsługi błędów została ostatecznie porzucona.
W czerwcu 2020 roku opublikowano nowy projekt dokumentu, który dodawał do Go niezbędną składnię umożliwiającą deklarowanie generycznych funkcji i typów. Udostępniono narzędzie do translacji kodu, go2go, aby umożliwić użytkownikom wypróbowanie nowej składni, wraz z wersją internetowego Go Playground obsługującą generyki.
Ostatecznie generyki zostały dodane do Go w wersji 1.18, wydanej 15 marca 2022 roku.

## Przykłady

### Hello World
Przykładowy program (Hello world) napisany w Go:
```
package
 
main

func
 
main
()
 
{

    
println
(
"Hello, World"
)

}

```

### Współbieżność
```
package
 
main

import
 
(

	
"fmt"

	
"time"

)

func
 
wordPrinter
(
word
 
string
,
 
n
 
int
)
 
{

	
for
 
range
 
n
 
{

		
fmt
.
Println
(
"Podaje słowo: "
,
 
word
)

		
time
.
Sleep
(
time
.
Second
)

	
}

}

func
 
main
()
 
{

	
go
 
wordPrinter
(
"pierwsze"
,
 
3
)

	
time
.
Sleep
(
500
 
*
 
time
.
Millisecond
)

	
go
 
wordPrinter
(
"drugie"
,
 
4
)

	
time
.
Sleep
(
5
 
*
 
time
.
Second
)

}

```

Powyższy program demonstruje wykorzystanie gorutyn – lekkich wątków współbieżnych w języku Go. Funkcja wordPrinter przyjmuje jako argumenty ciąg znaków (word) oraz liczbę powtórzeń (n), a następnie wypisuje podane słowo n razy, wprowadzając jednosekundowe opóźnienie między iteracjami. Program uruchamia dwie gorutyny, które działają równolegle, pokazując mechanizm współbieżnego wykonywania zadań.

### Generyki
```
package
 
main

func
 
greater
[
T
 
int
 
|
 
float64
 
|
 
string
](
v1
 
T
,
 
v2
 
T
)
 
bool
 
{

	
return
 
v1
 
>
 
v2

}

func
 
main
()
 
{

	
println
(
greater
(
1.1
,
 
1.2
))

	
println
(
greater
(
1
,
 
2
))

	
println
(
greater
(
"a"
,
 
"b"
))

	
println
(
greater
(
"b"
,
 
"a"
))

}

```

Funkcja greater[T] przyjmuje parametr typu T, ograniczony do int, float64 i string, umożliwiając porównywanie wartości tych typów. Dzięki generykom kod jest elastyczny i wielokrotnego użytku, eliminując konieczność pisania osobnych funkcji dla każdego typu.